# Poruba (okres Prievidza)
Poruba (německy Nickelsdorf, maďarsky Mohos) je obec na Slovensku v okrese Prievidza v Trenčínském kraji. Žije zde přibližně 1 400 obyvatel.

## Historie
První písemná zmínka o obci pochází z roku 1339. V obci je opevněný gotický římskokatolický kostel svatého Mikuláše ze 14. století se vzácnými freskami.